# 德米特里·沙霍夫斯科伊

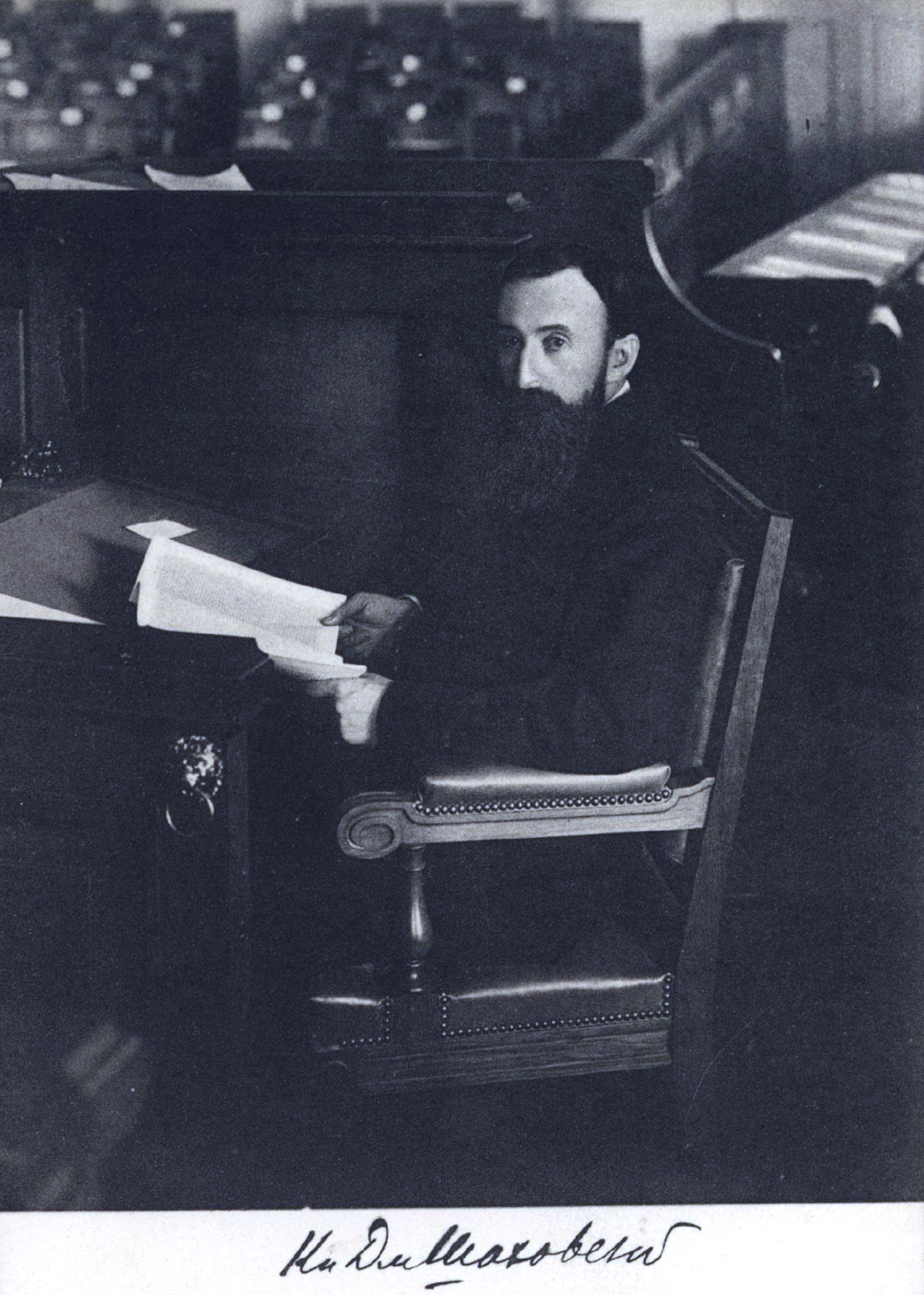
德米特里·伊万诺维奇·沙霍夫斯科伊王子

德米特里·伊万诺维奇·沙霍夫斯科伊王子（俄语：Дми́трий Ива́нович Шаховско́й，1861年—1939年），俄国自由派政治家。

## 生平
1904年至1905年间积极参与地方自治局活动，解放联盟的组织者之一。
"贝塞达"创始人之一，曾任立宪民主党中央委员会常任委员。第一届帝国杜马学员团成员和秘书。
1917年5-7月任俄国临时政府社会福利部部长。十月革命后，积极参与苏维埃合作局，1930年。被NKVD逮捕，1939年4月15日被处决。